# Siergiej Konowałow
Siergiej Aleksandrowicz Konowałow (rus. Сергей Александрович Коновалов; ur. 9 kwietnia 1973 w Uzeniu) – rosyjski biathlonista, brązowy medalista mistrzostw świata oraz pięciokrotny medalista mistrzostw Europy.

## Kariera
W zawodach Pucharu Świata zadebiutował 16 grudnia 1998 roku w Osrblie, zajmując piąte miejsce w biegu indywidualnym. Tym samym już w debiucie zdobył pierwsze pucharowe punkty. Na podium zawodów tego cyklu jedyny raz stanął 15 lutego 2004 roku w Oberhofie, kończąc rywalizację w biegu pościgowym na trzeciej pozycji. Wyprzedzili go tam jedynie Francuz Raphaël Poirée i Lars Berger z Norwegii. Zawody te odbywały się w ramach mistrzostw świata w Oberhofie, dzięki czemu Konowałow wywalczył swój jedyny medal w zawodach tego cyklu. Najlepsze wyniki osiągnął w sezonie 2003/2004, kiedy zajął 15. miejsce w klasyfikacji generalnej.
Oprócz trzeciego miejsca w biegu masowym na mistrzostwach świata w Oberhofie zajął też piąte miejsce w biegu indywidualnym oraz w sztafecie. Nie wystartował na żadnej innej edycji tej imprezy. Nigdy też nie wystąpił na igrzyskach olimpijskich. Kilkakrotnie za to zdobywał medale mistrzostw Europy. Najpierw zwyciężył w biegu indywidualnym i zdobył srebrny medal w sztafecie na mistrzostwach Europy w Iżewsku w 1999 roku. Na rozgrywanych cztery lata później mistrzostwach Europy w Forni Avoltri zdobył kolejne srebro w sztafecie. Brał też udział w mistrzostwach Europy w Novym Měscie w 2008 roku, gdzie zwyciężył w biegu pościgowym i sztafecie.

## Osiągnięcia

### Mistrzostwa świata
| Rok  | Miejscowość | Konkurencje | Konkurencje | Konkurencje | Konkurencje | Konkurencje | Konkurencje | Konkurencje |
| Rok  | Miejscowość | IN          | SP          | PU          | MS          | RL          | MR          | SR          |
| ---- | ----------- | ----------- | ----------- | ----------- | ----------- | ----------- | ----------- | ----------- |
| 2004 | Oberhof     | 5.          | –           | –           | 3.          | 5.          | nd.         | –           |

### Mistrzostwa Europy
| Rok  | Miejscowość     | Konkurencje | Konkurencje | Konkurencje | Konkurencje | Konkurencje | Konkurencje | Konkurencje |
| Rok  | Miejscowość     | IN          | SP          | PU          | MS          | RL          | MR          | SR          |
| ---- | --------------- | ----------- | ----------- | ----------- | ----------- | ----------- | ----------- | ----------- |
| 1999 | Iżewsk          | 1.          | –           | –           | nd.         | 2.          | nd.         | –           |
| 2000 | Kościelisko     | 15.         | 12.         | 12.         | nd.         | –           | nd.         | –           |
| 2001 | Haute Maurienne | 26.         | –           | –           | nd.         | 6.          | nd.         | –           |
| 2002 | Kontiolahti     | 8.          | 23.         | 9.          | nd.         | 4.          | nd.         | –           |
| 2003 | Forni Avoltri   | 6.          | 14.         | 12.         | nd.         | 2.          | nd.         | –           |
| 2005 | Nowosybirsk     | 8.          | –           | –           | nd.         | –           | nd.         | –           |
| 2008 | Nové Město      | 24.         | 5.          | 1.          | nd.         | 1.          | nd.         | –           |

### Puchar Świata

#### Miejsca w klasyfikacji generalnej
| Sezon     | Miejsce |
| --------- | ------- |
| 1998/1999 | 37.     |
| 1999/2000 | -       |
| 2001/2002 | 59.     |
| 2003/2004 | 15.     |
| 2004/2005 | 48.     |

#### Miejsca na podium chronologicznie
| Lp. | Dzień     | Rok  | Miejscowość | Konkurencja               | Lokata | Pudła   | Czas biegu | Strata | Zwycięzca      |
| --- | --------- | ---- | ----------- | ------------------------- | ------ | ------- | ---------- | ------ | -------------- |
| 1.  | 15 lutego | 2004 | Oberhof     | Bieg pościgowy na 12,5 km | 3.     | 0+1+0+1 | 40:31,7    | +36,2  | Raphaël Poirée |